# Ruta Gedmintas
Ruta Gedmintas (Canterbury, 23 augustus 1983) is een Britse actrice.

## Biografie
Gedmintas werd geboren in Canterbury bij Litouwse ouders en groeide op in Buckinghamshire. Zij leerde het acteren aan de Drama Centre London in Kings Cross. Zij woont nu in Noord-Londen met haar vriend acteur Luke Treadaway.
Gedmintas begon in 2005 met acteren in de televisieserie Waking the Dead, waarna zij nog meerdere rollen speelde in televisieseries en films. Zij is onder andere bekend van The Borgias (2011-2012) en The Strain (2014-2017).

## Filmografie

### Films
Uitgezonderd korte films.
- 2016 A Street Cat Named Bob - als Betty
- 2015 The Incident - als Annabel
- 2013 Zerosome - als Laura Skilkin
- 2011 Exteriors - als Pearl
- 2011 You Instead - als Lake
- 2010 Prowl - als Susie
- 2009 Atletu - als Charlotte
- 2008 The Lost Samaritan - als Elle Haas
- 2008 Miss Conception - als Alexandra

### Televisieseries
Uitgezonderd eenmalige gastrollen.
- 2019-2020 His Dark Materials - als Serafina Pekkala - 9 afl.
- 2014-2017 The Strain - als Dutch Velders - 39 afl.
- 2013 The Guilty - als Teresa Morgan - 3 afl.
- 2013 Do No Harm - als Olivia Flynn - 13 afl.
- 2010-2012 Lip Service - als Frankie Alan - 9 afl.
- 2011-2012 The Borgias - als Ursula Bonadeo - 8 afl.
- 2009 Personal Affairs - als Evie Hartmann-Turner - 2 afl.
- 2008 Spooks: Code 9 - als Rachel - 6 afl.
- 2007 The Tudors - als Elizabeth Blount - 3 afl.
- 2006-2007 The Innocence Project - als Mary Jarvis - 6 afl.
- 2005 Waking the Dead - als Shelly Martin - 2 afl.

- Biblioteca Nacional de España: XX5675826
- Gemeinsame Normdatei: 1061698610
- International Standard Name Identifier: 0000 0003 8948 7902
- Library of Congress Control Number: no2013031962
- Nederlandse Thesaurus van Auteursnamen: 333245172
- Virtual International Authority File: 282922832
- WorldCat: E39PBJcKJmkVfp4WGrMjMdk4bd